# Linia kolejowa 50 Dombóvár – Bátaszék
Linia kolejowa Dombóvár – Bátaszék – linia kolejowa na Węgrzech. Jest to linia większości jednotorowa, nie zelektryfikowana. Linia przebiega przez malownicze tereny, w Kraju Zadunajskim.